# Moscóvio
O moscóvio é um elemento químico sintético, de símbolo Mc e número atômico 115. É um elemento transurânico, radioativo, provavelmente metálico e sólido cuja descoberta foi anunciada por cientistas russos e norte-americanos no início de 2004. Em setembro de 2013 pesquisadores suecos da Universidade de Lund também conseguiram criar o mesmo elemento, ratificando assim a descoberta de 2004. Em 2015, a IUPAC e a IUPAP confirmaram descoberta dos elementos nihônio, moscóvio, tennesso e oganessônio. No dia 8 de junho de 2016, a IUPAC sugeriu que o elemento 115 fosse batizado de moscovium, e é esperado que um nome seja selecionado de maneira definitiva até 8 de novembro de 2016.

## Etimologia e nomenclatura
O nome ''moscóvio'' se refere à capital Moscou, já que nacionalidade dos cientistas que descobriram o suposto elemento químico é russa.

## História
Em 1 de fevereiro de 2004, a síntese dos elementos niônio e moscóvio foi relatada por uma equipe  composta de cientistas russos na Universidade de Dubna do "Joint Institute for Nuclear Research",  e por cientistas norte-americanos do "Lawrence Livermore National Laboratory". A descoberta do elemento foi confirmada dia 28 de agosto de 2013.
A equipe relatou que bombardeou amerício (número atômico 95) com  cálcio (número atômico 20)  para produzir  quatro átomos de moscóvio. Estes átomos , segundo o relato, decaiu em átomos de niônio (113) numa fração segundo. O niônio produzido estabilizou durante 1,2 segundos antes de decair em elementos naturais.
"Ununpêntio" foi um nome sistemático, temporário, adotado pela IUPAC para o elemento antes de ele ser formalmente batizado.
Confirmação
Segundo o site Mashable, cientistas dizem ter criado um punhado de átomos do elemento 115 indescritível, que ocupa um canto misterioso da tabela periódica.
O elemento superpesado ainda tem de ser oficialmente nomeado, mas é chamado temporariamente "ununpentium" (Ununpêntio em português), aproximadamente baseada nas palavras latinas e gregas para os dígitos de seu número atômico, 115.
O número atômico é o número de prótons do átomo de um elemento. O elemento mais pesado comumente encontrado na natureza é o urânio, que tem 92 prótons, mas os cientistas podem carregar ainda mais prótons em um núcleo atômico e fazer elementos mais pesados, através de reações de fusão nuclear.
Em experimentos em Dubna, na Rússia, cerca de 10 anos atrás, os pesquisadores relataram que eles criaram átomos com 115 prótons. Suas medidas já foram confirmadas em experimentos no Centro Helmholtz GSI para Ion Research pesado na Alemanha.
Para tornar o Moscóvio no novo estudo, um grupo de investigadores disparou um feixe ultrarrápido de cálcio (que tem 20 prótons) a uma película fina de Amerício, o elemento com 95 prótons. Quando estes núcleos atômicos colidiram, alguns fundiram para criar átomos de curta duração com 115 prótons.
"Nós observamos 30 em nossas três semana de experiência", disse em um e-mail o pesquisador Dirk Rudolph, um professor de física atômica na Universidade de Lund, na Suécia. Rudolph acrescentou que a equipe russa havia detectado 37 átomos do elemento 115 em suas experiências anteriores.
"Os resultados são em geral compatíveis", disse Rudolph.

## Isótopos
Supõe-se que seu isótopo Mc-299, com 184 nêutrons, seja bem mais estável que os demais, porque 184 é considerado o próximo "número mágico" para nêutrons, depois de 126 (o número de neutrões do Pb-208, o mais pesado dos isótopos estáveis).

## Propriedades químicas (extrapoladas)
O moscóvio apresentaria certas propriedades similares aos demais elementos do grupo 15, mas sua química e propriedades físicas possuiriam algumas anomalias causadas pelos efeitos quânticos relativísticos que afetam os elementos mais pesados do final do período 7. Ele teria uma primeira energia de ionização consideravelmente baixa, o que o faria um metal relativamente reativo e facilmente oxidável. Sua ligação metálica também seria relativamente fraca, o que o tornaria provavelmente um metal mole e de baixo ponto de fusão se comparado aos demais elementos do grupo.

## Estados de Oxidação
O moscóvio é o terceiro membro do período 7 do bloco p e membro do grupo 15 (anteriormente denominado 5A) na Tabela Periódica, abaixo do bismuto. Neste grupo, cada membro é conhecido por apresentar o estado de oxidação característico de +5, mas com diferentes estabilidades. Para o nitrogênio, o estado +5 é muito difícil de atingir devido à falta de orbitais d de baixa energia e a incapacidade do pequeno átomo de N para acomodar cinco ligantes. O estado +5 é bem representado para o fósforo, arsênio e antimônio. No entanto, para o bismuto é raro devido à relutância dos elétrons 6s2 para participarem de ligações. Este efeito é conhecido como o "efeito do par inerte" e é comumente associada à estabilização relativista dos orbitais 6s. Espera-se que o moscóvio continuará esta tendência e apresente apenas o estado de oxidação +3, além de um estado de oxidação +1. Devido aos efeitos relativísticos, haverá uma maior estabilização deste estado e Mc(I) é susceptível de mostrar algumas propriedades únicas. Por causa do acoplamento spin-órbita causado pelos efeitos quânticos relativísticos, o Fleróvio (Fl), elemento 114 situado logo atrás do Mc, pode exibir uma configuração eletrônica estabilizada a tal ponto que se comporte como um gás nobre em alguns casos. Se este for o caso, o moscóvio poderá ser monovalente em alguns compostos, uma vez que o íon Mc+ terá a mesma configuração eletrônica do átomo neutro de fleróvio. Contrastando com os demais elementos da família 5A nos quais os estados de oxidação são -3, +3 e +5 (no caso do bismuto apenas o +3), os estados de oxidação do moscóvio serão +1 e +3.

## Química
Ainda não foram sintetizados compostos contendo este elemento, devido à sua vida extremamente curta e à falta de isótopos suficientemente estáveis para que suas propriedades químicas sejam estudadas na prática. Tudo o que se conhece são inferidos nas propriedades esperadas para o elemento, baseado nas propriedades periódicas e efeitos relativísticos.
O moscóvio provavelmente seria encontrado mais facilmente no estado de oxidação +3 (Mc+3), semelhante ao seu congênere mais leve, o bismuto. Ele formaria compostos tais como Mc2O3, McF3, McCl3, Mc(NO3)3, Mc(OH)3, entre outros. Os sais hidrolisariam em solução dando compostos contendo o íon moscovila, McO+, tais como McOCl, (McO)2SO4, McONO3, etc, análogos aos compostos de bismutila (BiO+), que seriam bem pouco solúveis em água.
O moscóvio também poderia formar compostos com nox +1 (Mc+), mas suas propriedades seriam desconhecidas, possivelmente semelhante à prata, ao tálio ou aos metais alcalinos. Alguns destes compostos incluiriam McOH, McCl, Mc2S e McCH3COO. Provavelmente, o moscóvio monovalente seria um agente redutor moderado.
Se o estado +5 for acessível, provavelmente ocorrerá somente no pentafluoreto McF5. Este estado seria um poderosíssimo agente oxidante, instável.
Devido ao fato de apresentar uma primeira energia de ionizacão relativamente baixa, o moscóvio é previsto para ser um metal reativo, ao contrário de outros elementos próximos como o copernício e o fleróvio, que são previstos para serem bastante inertes. Isto torna possível uma fácil ionização gerando Mc(I), que pode ser ainda mais oxidado a Mc(III). Espera-se que o moscóvio seja um metal facilmente oxidável e que reagiria facilmente com ácidos comuns liberando gás hidrogênio e formando sais, o que o torna mais reativo que o bismuto ou antimônio, seus congêneres metálicos mais leves.
A química do moscóvio em solução aquosa deve ser essencialmente composta por íons Mc+ e Mc+3. O primeiro deve ser facilmente hidrolisado e não ser facilmente complexado com haletos, cianeto e amônia. O hidróxido de moscóvio I (McOH), o carbonato (Mc2CO3), o oxalato (Mc2C2O4) e o fluoreto (McF) devem ser solúveis em água; O sulfeto (Mc2S) deve ser insolúvel; e o cloreto (McCl), o brometo (McBr), o iodeto (McI) e o tiocianato (McSCN) devem ser apenas ligeiramente solúveis, pelo que a adição de ácido clorídrico
em excesso não afectaria sensivelmente a solubilidade do cloreto de moscóvio I. Mc+3 deve ser tão estável como Tl+3 portanto, também deve ser uma parte importante da química do moscóvio, embora o seu homólogo mais próximo entre os elementos deve ser o congênere mais leve Bi+3. O fluoreto de moscóvio III (McF3) e o sulfeto (Mc2S3) devem ser insolúveis em água, semelhante aos correspondentes compostos de bismuto, enquanto que o cloreto de moscóvio III (McCl3), o brometo (McBr3) e o iodeto (McI3) devem ser prontamente solúveis e facilmente hidrolisados para formar oxi-halogenetos tais como McOCl e McOBr, assim como o bismuto. Ambos moscóvio (I) e moscóvio (III) devem ser estados de oxidação comuns e sua estabilidade relativa deve depender muito dos ligantes a que eles estão complexados e a probabilidade de hidrólise.

## Citações na mídia

### Ficção

#### Menções em jogos de computador
- Na série de jogos "X-COM" um elemento denominado "elério-115" é citado. Aqui o número atômico é adotado erroneamente como sendo o número de massa;
- No jogo de estratégia "Dark Reign" há uma referência relativa a um isótopo estável ficcional do ununpêntio;
- Nos jogos da série "Call of Duty" (World at War, Black Ops, Black Ops II, Black Ops III e Black Ops IIII) o ununpêntio (inglês ununpentium) faz parte do enredo (usado na manufatura de armas e outros utensílios, mas como consequência a transformação de humanos em Zumbis).

#### Menções em filmes e seriados
- No filme "The Core" um isótopo estável ficcional do elemento (descrito como Unobtênio) também é mencionado;
- No seriado de ficção norte-americana "Seven Days" é mencionado um isótopo estável ficcional do "elemento 115" (este teria relação com a força motriz da máquina do tempo).
- No primeiro episódio da décima temporada da série de ficção científica Arquivo X, Fox Mulder descobre uma réplica de uma nave alienígena, em um galpão, que é feita do elemento ununpêntio.[15]

### Outras referências
Em 1989, Bob Lazar, alegando ter trabalhado na Área 51, declarou que o governo dos Estados Unidos estava pesquisando tecnologia extraterrestre, e que o reator de antigravidade operaria com base no elemento 115. O governo teria cerca de 200 kg  do material, recolhido de restos de naves extraterrestres. A história tem sido considerada como sendo um hoax, com Stanton Friedman a ser um dos seus principais detractores ao não encontrar nenhuma referência da passagem de Bob Lazar pelas universidades ou laboratórios onde alega ter trabalhado. Em sua defesa, Bob Lazar considera que o governo norte-americano o ameaçou e perseguiu. Ainda segundo ele, dados de sua formação acadêmica e do seu histórico de trabalho teriam sido apagados ou modificados. No entanto, actualmente, e apesar de não haver provas da formação acadêmica que revelou ter em física, é Presidente da empresa United Nuclear, desenvolvendo trabalho para as Forças Armadas Norte-Americanas e para companhias como a Raytheon, que atua na área de armamentos e equipamentos eletrônicos para uso militar e comercial e é a maior produtora mundial de mísseis guiados.